# Carla Lonzi
Carla Lonzi (Florencia, 6 de marzo de 1931 – Milán, 2 de agosto de 1982) fue una crítica de arte y escritora italiana. Fue una figura central del feminismo italiano de los años 70, fue teórica de la autoconciencia y cofundadora del colectivo feminista Rivolta Femminile.

## Biografía
Lonzi nació en el seno de una familia burguesa. Su padre era propietario de una pequeña fábrica y su madre se dedicó a la educación de sus cinco hijas. Con 8 años, ingresó en un colegio religioso en la Toscana, donde pasó cuatro años y se interesó por los relatos de las santas. En 1943, abandonó el colegio y regresó con su familia al municipio de Radda in Chianti, donde sus parientes se habían refugiado para escapar de la Segunda Guerra Mundial.
En 1950, después de asistir a la escuela secundaria clásica Michelangelo, Lonzi se matriculó en la Facultad de Literatura de la Universidad de Florencia. Su relación con su padre y su familia, ya de por sí tensa, se deterioró aún más durante su etapa universitaria, pero afectó mínimamente sus estudios, que culminaron con su graduación con honores (con una tesis muy valorada por el historiador de arte Roberto Longhi, titulada I rapporti tra la scena e le arti figurative dalla fine dell'Ottocento (La relación entre la escena y las artes figurativas de finales del siglo XIX). Su intención era abrirse camino por sus propios medios y en 1954 se alistó en el Partido Comunista Italiano y, más tarde, a principios de los años 60, se involucró en el naciente movimiento feminista.
Después de cinco años de matrimonio con Mario Lena y el nacimiento en 1959 de su hijo Battista, la pareja se separó en 1963. Comenzó su carrera de crítica de arte, gracias al apoyo de Roberto Longhi, en las redacciones de la RAI y del Approdo, emisión radiofónica y revista literaria donde colaborará en la firma de las artes visuales hasta el final de los años 1960. Sus ensayos aparecen sobre todo en revistas como Avanti! y Marcatré, y en varios catálogos de exposición. Su relación con la escena artística contemporánea se tradujo también en un número de exposiciones realizadas en Turín. Colaboró durante largo tiempo con la galería Notizie.
En 1964, comenzó su vida con Pietro Consagra, con quien viajó a Estados Unidos y a otras ciudades de Europa. Durante este periodo, Lonzi se volcó en la redacción de Autoportrait, una serie de entrevistas grabadas entre 1965 y 1969, que señala su alejamiento definitivo de la crítica de arte. Los años 70 estuvieron marcados por su compromiso feminista. En 1970, fundó en Roma el grupo Rivolta Femminile con Elvira Banotti y Carla Accardi, a la que conoció en 1961 y con quien desarrolló una profunda amistad. La creación de la Editorial Scritti di Rivolta Femminile permitió la publicación y difusión de los textos del grupo, varios de ellos firmados por Lonzi. Destaca entre las publicaciones de esta época Sputiamo su Hegel .
En 1973, se produjo una ruptura entre Lonzi y Accardi, que se alejó del grupo y prosiguió su carrera artística. El conjunto de los escritos de Lonzi publicados en 1974 por Scritti di Rivolta Femminile fueron difundidos al año siguiente por primera vez en el extranjero, gracias a una traducción española y alemana. En 1975, reaccionó a los debates lanzados por el periódico Corriere della Sera sobre la ley sobre el aborto, legalizado en 1978. En respuesta a un artículo de Pier Paolo Pasolini, envió a la redacción el texto Sexualidad femenina y aborto, que no fue nunca publicado.
En octubre de 1978, publicó sus diarios redactados entre 1972 y 1977 bajo el título Cállate, o más bien habla: Diario de una feminista. Después de la ruptura con Pietro Consagra, se volcó en su proyecto sobre Las Preciosas Ridículas de Molière que titula Armand es mí! y que fue publicado a título póstumo en 1992.

## Obra

### Ensayos
- Ben Shahn (scritto con Marisa Volpi), “Paragone Arte”, n. 69, 1955, pp. 38–61.[4]
- Tre saggi su Ottone Rosai, scritto con Roberto Tassi e Filiberto Menna, 25 p, 1958.[5]
- Georges Seurat, Milano, ed. Fratelli Fabbri, 1966.[6]
- Henri Rousseau, di Carla Lonzi e Robert Martin, ed. Fabbri, Milano, 1966;[7] ed. Hachette, 64 pp, 1967.[8][9]
- Mario Nigro, scritto con Paolo Fossati, ed. All'Insegna del Pesce d'Oro, 1968;[10] ed. V. Scheiwiller, Milano, 85 pp, 1968.[11]
- Sputiamo su Hegel. La donna clitoridea e la donna vaginale e altri scritti, Editoriale grafica, pp 149, 1970; ed. Rivolta Femminile, 147 pp, 1977; ed. Gammalibri, Milano, 132 pp, 1982;[12][13] ed. Et al., Milano, 127 pp, 2010, ISBN 978-88-6463-014-4.[14]
- È già politica, escrito con Maria Grazia Chinese, Marta Lonzi y Anna Jaquinta, ed. Scritti di Rivolta Femminile, Milano, 1977.[15]
- Taci, anzi parla. Diario di una femminista, ed. Scritti di Rivolta Femminile, Milano, 1310 pp, 1978;[16] ed. Et al., Milano, 1056 pp, 2010, ISBN 978-88-6463-017-5.[17][18]
- La presenza dell'uomo nel femminismo, escrito con Maria Grazia Chinese, Marta Lonzi y Anna Jaquinta, ed. Scritti di Rivolta Femminile, Milano, 1978.[15][19]
- Vai pure, dialogo con Pietro Consagra, escrito con Pietro Consagra, ed. Studio Bibliografico Marini, 146 pp, 1980;[20] ed.
- Scritti di rivolta femminile, Milano, 144 pp, 1981; ed. Et al., Milano, 2011, ISBN 978-88-6463-037-3.[21]
- Armande sono io, Scritti di Rivolta Femminile Prototipi, Milano, 1992.[15]
- Rapporti tra la scena e le arti figurative dalla fine dell'800, ed. Leo S. Olschki, 189 pp, 1995, ISBN 88-222-4377-3.[22] Scritti sull'arte, ed. Et al., Milano, 752 pp, 2012, ISBN 978-88-6463-063-2.[23]

### Poesía
Scacco ragionato: poesie dal '58 al '63, ed. Scritti di rivolta femminile, Milano, 231 pp, 1985.